# サイン (2011年の日本のテレビドラマ)
『サイン』は、2011年1月19日から同年3月16日まで毎日放送で毎週水曜日25:35 - 26:05（木曜日未明1:35 - 2:05、JST）に放送されていた連続テレビドラマ。

## 概要
聴力を失った高校生と彼を取り巻く人々がさまざまな悩みや葛藤を抱えながら、ダンスを通じて成長していく姿を描く青春群像劇。
主演の植原卓也をはじめ、メインキャストはアミューズ所属の若手俳優・女優で構成されている。また寺田拓哉・吉沢亮・荘口彰久は本作が連続ドラマ初出演。
本作は水曜深夜ドラマ枠の最終作で、同枠では初めて毎日放送のみの単独放送となったが、Stage1～3のプレミアム上映イベントが東京で開催された他、3月からは北海道でも放送されている。また聴覚障害者が主人公ということもあり、Last Stageのみ解説放送と文字多重放送が実施された。
2011年4月22日にDVDが発売。

## あらすじ
高校3年の大江童司は2年前の大病で聴力を失って以来、周囲にやり場のない怒りをぶつけ、心を閉ざしていた。ある日、童司は兄の慎司がアルバイトしているクラブに忘れ物を届けに行くが、ステージでクラスメートの水本頼光・渡辺綱・茨木飛と後輩の結城なぎがダンスを踊る姿を目にし、衝撃を受ける。

## キャスト
大江 童司（おおえ どうじ） - 植原卓也
本作の主人公。高校3年生。音楽が好きで、高校1年の時には軽音楽部に所属していた。それまでは明るい性格だったが、2年前の夏に大病を患い、聴力を失ったのを境に心を閉ざす。「KAVACHI」でダンスに出会うが、ぶつかった客を殴った時に壊した備品を弁償するために、慎司に言われるまま10日間「KAVACHI」でアルバイトすることになる。当初はダンスに打ち込む頼光たちを馬鹿にするが、やがて自身もダンスの世界に没頭していく。SHOGOがデビューさせるダンスチームに誘われるが、自分の居場所ではないとデビューの話を断る。自分の可能性を探した上で大学に進学するために、1年間の浪人を咲子に願い出る。公園で出会った菜津子に想いを寄せながらも、自分の障害に負い目を感じていたが、慎司の助言で「KAVACHI」でのラストダンスに誘い、交際を申し込む。音や声は全く聞こえないが、音量を大きくした音楽からは、伝わる振動からリズムを感じ取ることが出来る。
水本 頼光（みずもと よりみつ） - 桜田通
童司のクラスメート。愛称は「みっちゃん」。親に捨てられ、養護施設で育つ。現在は施設を出て一人暮らしをしており、医者を目指し、大学に進学するための費用を株取引で稼いでいる。クールな性格で、自分にも他人にも厳しく、当初はダンスを馬鹿にする童司とたびたび対立したが、風邪で寝込んだ時に看病にきた童司たちの好意に触れて思わず涙し、絆を深めていく。自分を捨てた母親を許せずにいたが、卒業式目前に電話をかけるも留守電で会話ができなかった。しかし席をはずした間にかかってきた母親からの電話に綱たちが「KAVACHI」でのラストダンスを知らせ、再会を果たす。
坂田 太郎（さかた たろう） - 橋本淳
童司たちの先輩で、慎司がアルバイトしているクラブ「KAVACHI」のスタッフ。愛称は「たろ先輩」。喘息の持病があり、ダンスを踊れない代わりに頼光たちに「KAVACHI」のステージを提供し、彼らの夢を陰ながら温かく見守っている。一緒に暮らすあゆみの借金を返済するために、深夜のコンビニ弁当作りと着ぐるみショーのアルバイトを掛け持ちしている。家賃滞納で家を追い出され、あゆみとともに「KAVACHI」に住むことになる。ダンスチームの解散式と飛の結婚祝い当日、酔っ払った状態で買い出しに出かけた途中、車道に飛び出したところを車にはねられ亡くなる。享年20。
大江 慎司（おおえ しんじ） - 柳澤貴彦
1歳年上の童司の兄。浪人中で、クラブ「KAVACHI」でアルバイトしている。みんなからは慕われる反面、恋愛には晩生で、4歳の時から片想いしているゆかになかなか想いを伝えられずにいたが、告白の末振られる。しかしその後も諦められずにいる。大学に合格し、家を出ることになっている。
渡辺 綱（わたなべ つな） - 平間壮一
童司のクラスメートで、愛称は「ツナ」。いつも笑顔を絶やさない明るい性格で、チームのムードメーカー。童司にもわけ隔てなく接し、一緒にダンスをやらないかと最初に誘った。生活を支えるために学業の傍ら働かざるを得なくなり、学校を辞めるべきか悩んでいたが、剛の退院後、渡辺運送の副社長となり、家業が好きになっていることに気づき、退学を決意する。中学に入ってすぐの頃、ケンカで殴った相手を失明させたことがある。
茨木 飛（いばらき とび） - 寺田拓哉
童司のクラスメートで、愛称は「トビ」。マイペースで穏やかな性格。父親は歯科医で、裕福な生活を送っているが、家事全般は苦手。父親と同じ歯科医になってもらうべく、歯学部への進学を望む親の敷いたレールの上を歩きたくないと思い、大学受験をせずにダンサーになることを宣言するが、親とケンカして家出し、頼光の部屋に転がり込む。しかし、交際していたさゆりが妊娠したことにより、高校卒業後に結婚し、生まれてくる子供と一緒に暮らす決意をする。そしてウェブデザインの会社に就職し、探してきた部屋の鍵を手渡しプロポーズする。ダンサーとしてSHOGOを尊敬している。
結城 なぎ（ゆうき -） - 吉沢亮
童司たちの後輩で、愛称は「なぎ」。チームのマスコット的存在。太郎の死後、「KAVACHI」でアルバイトを始める。両親と兄の4人家族。
宮内 ゆか（みやうち -） - 小松彩夏（Stage 1 - 3、5・6）
慎司の幼なじみ。予備校の彼氏・西田がいる。
担任教師 - 荘口彰久（Stage 2 - 4、6 - Last Stage）
童司・頼光・綱・飛の担任。卒業後の進路相談に乗る。
さゆり - とっきー（Stage 7 - Last Stage）
飛の彼女。小学5年の時から交際していて、現在妊娠している。
菜津子（なつこ） - 藤岡みなみ（Stage 7 - Last Stage）
童司が公園で出会った保育士。
坂井 陽一（さかい よういち） - 青柳塁斗（Stage 5 - 7）
16歳。SHOGOがメジャーデビューさせる童司のダンスチームのメンバー。ダンスに専念するために高校を中退。
SHOGO（ショーゴ） - 植木豪（PaniCrew、Stage 3 - 8）
超一流のダンサー。賭けダンスで踊った童司のダンスに才能を見出し、メジャーデビューさせるダンスチームのメンバーにスカウトするが、彼が聴覚障害者であることを売りにしようとする。
大江 咲子（おおえ さきこ） - 橘ゆかり（Stage 1・2・5・6、Last Stage）
童司・慎司の母親。
渡辺 剛（わたなべ つよし） - 剛州（Stage 1・2・4 - 6、8、Last Stage）
綱の父親。渡辺運送を営むが、腰痛に苦しみながらの仕事で無理がたたり入院する。綱には大学に進学してほしいと思っている。
坂田 あゆみ（さかた -） - 藤倉みのり（Stage 1・3・5・7 - Last Stage）
太郎の母親。惚れた男性に騙されやすく、ついお金を貸しては借金を増やしてしまう。太郎の死後、故郷に帰る。
飛の母親 - 柳岡香里（Stage 2・4・7、Last Stage）
飛を父親の通っていた大学の歯学部に進学させようとする。
頼光の母親 - 小西早苗（Last Stage）
ヨシエ - 平田薫（Stage 1）
ヨシエの彼氏 - 工藤大輝（Stage 1）
英語教師 - 杉山恵（Stage 1）
同級生 - 池田純（Stage 1・3）、齊藤丈人（Stage 1・3）
童司の落し物を拾った女性 - 朝倉瑠美（Stage 1）
イヤホンで音楽を聴きあうカップル - 熊川雄大（Stage 1）、亀谷志奈子（Stage 1）
西田 - 間島亮（Stage 2）
施設職員 - 澤純子（Stage 3）
施設の少女 - 下元雛（Stage 3）
賭けダンスの参加者 - 佐伯晃浩（Stage 3）、羽鳥佑哉（Stage 3）、濱崎走（Stage 3）、水上知力良（Stage 3）
剛の担当医 - 高瀬直紀（Stage 4・5）
ダンスチームのメンバー - HILOMU（Stage 5・6）、川本崇弘（Stage 5・6）
SHOGOの事務所関係者 - 阿出川益（Stage 5・8）、福田奈津美（Stage 5）、吉田麻衣（Stage 5）、牧園真樹（Stage 5）
太郎の事故現場に駆けつけた女性 - 菊地由希子（Stage 7・8）
警察官 - 浜崎サトル（Stage 8）
園児 - 五十嵐愛桜（Stage 7 - 8）、河合瑚海（Stage 7 - 8）、毛塚智哉（Stage 7 - 8）、志津宏（Stage 7 - 8）
翔 - 水田航生（Stage 8）
太郎を車ではねてしまった大学生。警察官に付き添われて「KAVACHI」に謝罪に訪れる。童司たちからは責められるも、あゆみからは太郎の死を背負わず、悔いのない人生を歩んでほしいと諭される。

## スタッフ
- 脚本：半澤律子
- ダンス振付：TETSUHARU
- 企画プロデュース：原田知明（アミューズ）、木村元子（DHE）、楮本昌裕（ユニバーサルJ）
- プロデューサー：久保美夏（アミューズ）、中西研二（DHE）、丸山智宏（ユニバーサルJ）、丸山博雄（MBS）
- ラインプロデューサー：三上慎一（アルゴ）
- 演出：村谷嘉則
- 制作：DHE
- 制作協力：アルゴ
- 製作：「サイン」製作委員会、MBS

## テーマソング
- 主題歌：SIGN（植原卓也、桜田通、平間壮一、寺田拓哉、吉沢亮）「サイン」（ユニバーサルJ）
- 挿入歌：So' Fly「i BELIEVE〜星に願いを」（ユニバーサルJ）

## 放送局
| 放送対象地域   | 放送局            | 放送期間                      | 放送日時           | 備考                 |
| -------------- | ----------------- | ----------------------------- | ------------------ | -------------------- |
| 近畿広域圏     | 毎日放送（MBS）   | 2011年1月19日 - 2011年3月16日 | 水曜 25:35 - 26:05 | 制作局               |
| 北海道         | 北海道放送（HBC） | 2011年3月23日 - 2011年5月25日 | 水曜 25:58 - 26:28 | 59日遅れ             |
| 岡山県・香川県 | 山陽放送（RSK）   | 2011年7月13日 - 2011年7月29日 | 水 - 金曜 深夜     | 時間は日により異なる |